# 長池町 (名古屋市)
長池町（ながいけちょう）は愛知県名古屋市昭和区にある町名。現行行政地名は長池町1丁目から長池町5丁目。住居表示未実施。

## 地理
名古屋市昭和区の中南部に位置し、東に檀渓通、西に塩付通、南に戸田町、北に長戸町に接する。町内は主に住宅地が占めている。

## 歴史

### 地名の由来
用水池として長池が所在したことによるという。

### 沿革
- 1933年（昭和8年） - 名古屋市中区広路町の一部により、同区長池町が成立[2]。
- 1937年（昭和12年） - 名古屋市昭和区長池町となる[2]。

### 世帯数と人口
2019年（平成31年）1月1日現在の世帯数と人口は以下の通りである。
| 町丁   | 世帯数  | 人口  |
| ------ | ------- | ----- |
| 長池町 | 408世帯 | 869人 |

## 学区
市立小・中学校に通う場合、学校等は以下の通りとなる。また、公立高等学校に通う場合の学区は以下の通りとなる。
| 番・番地等 | 小学校               | 中学校               | 高等学校 |
| ---------- | -------------------- | -------------------- | -------- |
| 全域       | 名古屋市立松栄小学校 | 名古屋市立桜山中学校 | 尾張学区 |

## その他

### 日本郵便
- 郵便番号 : 466-0847[WEB 2]（集配局：昭和郵便局[WEB 7]）。

### WEB
1. 1 2  “町・丁目(大字)別、年齢(10歳階級)別公簿人口(全市・区別)”.   名古屋市 (2019年1月23日). 2019年1月23日閲覧。
2. 1 2  “郵便番号”.  日本郵便. 2019年1月6日閲覧。
3. ↑  “市外局番の一覧”.   総務省. 2019年1月6日閲覧。
4. ↑  “昭和区の町名一覧”.   名古屋市 (2015年10月21日). 2019年1月12日閲覧。
5. ↑  “市立小・中学校の通学区域一覧”.   名古屋市 (2018年11月10日). 2019年1月14日閲覧。
6. ↑  “平成29年度以降の愛知県公立高等学校（全日制課程）入学者選抜における通学区域並びに群及びグループ分け案について”.   愛知県教育委員会 (2015年2月16日). 2019年1月14日閲覧。
7. ↑  郵便番号簿 平成29年度版 - 日本郵便. 2019年01月06日閲覧 (PDF)

### 書籍
1. ↑  「角川日本地名大辞典」編纂委員会 1989, p. 920.
2. 1 2  「角川日本地名大辞典」編纂委員会 1989, p. 919.